# Torre Maria
La Torre Maria és una casa que forma part del grup conegut com a Cases dels Periodistes del barri de la Font d'en Fargues (Barcelona).
És una de les vuit torres dels periodistes del grup de la Font de la Mulassa, al carrer Marqués de Foronda, 18, on hi va viure primer en estades estiuenques i després permanentment fins a haver de marxar a l'exili, l'insigne polític i periodista Antoni Rovira i Virgili, diputat i vicepresident primer del Parlament de Catalunya en temps de la Generalitat republicana, als anys trenta.
Quan van marxar a l'exili i li van requisar la casa es van endur tota la documentació, que va anar a parar a l'Arxiu de Salamanca, com tanta documentació política i privada d'aquella època, requisada com a botí de guerra.
En el moment en què Rovira i Virgili va marxar amb la seva família a exili, van cremar tot el que hi havia a la casa i va quedar en mans de forans (policies, marins...) del 1939 al 1985 aproximadament. Gràcies a la previsió de Rovira i Virgili a partir de 1985 la família va poder recuperar la casa i la va rehabilitar. Per fora ha recuperat gairebé tot l'antic encant; per dins ho van haver de fer tot de nou. Actualment a la casa hi viuen els descendents de Rovira i Virgili.